# جولین تورنات
جولین تورنات (انگلیسی: Julien Tournut؛ زادهٔ ۲ ژوئیهٔ ۱۹۸۲) بازیکن فوتبال اهل فرانسه است که در پست مدافع بازی می‌کند.
از باشگاه‌هایی که در آن بازی کرده‌است می‌توان به باشگاه فوتبال نانسی، باشگاه فوتبال لیرسه، و باشگاه فوتبال اف۹۱ دودلانژ اشاره کرد.